# Mersuay
Mersuay ist eine Gemeinde im französischen Département Haute-Saône in der Region Bourgogne-Franche-Comté.

## Geographie
Mersuay liegt auf einer Höhe von 230 m über dem Meeresspiegel, drei Kilometer nordöstlich von Faverney und etwa 18 Kilometer nördlich der Stadt Vesoul (Luftlinie). Das Dorf erstreckt sich im nördlichen Teil des Départements, am südlichen Rand der breiten Talebene der Lanterne.
Die Fläche des 11,75 km² großen Gemeindegebiets umfasst einen Abschnitt der leicht gewellten Landschaft im Bereich der Lanterne. Von Nordosten nach Südwesten wird das Gebiet von der Alluvialniederung der Lanterne durchquert, die für die Entwässerung zur Saône sorgt. In der Talaue zeichnet der Fluss mehrere Windungen, bildet kleine Flussinseln und besitzt naturnahe Uferpartien. Die Talebene liegt auf durchschnittlich 220 m und weist eine Breite von rund drei Kilometern auf. Sie wird teils landwirtschaftlich genutzt, teils ist sie mit Auenwald bestanden. Auf dem Gebiet von Mersuay erhält die Lanterne Zufluss von verschiedenen Bächen: von links der Ruisseau de Meurecourt und der Ruisseau de Courcelles, von rechts der Ruisseau des Canes (bildet abschnittsweise die nördliche Grenze) und der Fossé de la Marcelle (westliche Grenze). In der Talaue westlich des Dorfes, in einem ehemaligen Sand- und Kiesabbaugebiet, befinden sich eine Reihe von Weihern, die teils als Naturschutzgebiet ausgewiesen sind, teils für den Wassersport genutzt werden.
Im Norden reicht das Gemeindeareal in die ausgedehnten Waldungen des Bois de Revreuge und des Bois Lajus. Südlich der Lanterne und des Ruisseau de Meurecourt leitet eine ungefähr 25 m hohe Geländestufe zu einem Plateau über, das durch die Talmulden mehrerer kleiner Bäche untergliedert wird. Es ist aus Muschelkalk der mittleren Trias aufgebaut. Mit 259 m wird auf der Höhe Les Verrières die höchste Erhebung von Mersuay erreicht.
Nachbargemeinden von Mersuay sind Cubry-lès-Faverney, Bourguignon-lès-Conflans und Conflans-sur-Lanterne im Norden, Équevilley im Osten, Breurey-lès-Faverney im Süden sowie Faverney und Menoux im Westen.

## Geschichte
Erstmals urkundlich erwähnt wird Mersuay im Jahr 1242. Im Mittelalter gehörte das Dorf zur Freigrafschaft Burgund und darin zum Gebiet des Bailliage d’Amont. Die lokale Herrschaft hatten die Herren von Vesoul inne. Zusammen mit der Franche-Comté gelangte der Ort mit dem Frieden von Nimwegen 1678 definitiv an Frankreich. Gegen Ende des 19. Jahrhunderts wurde Mersuay mit der Eröffnung der Bahnstrecke von Faverney nach Aillevillers an das französische Eisenbahnnetz angeschlossen. Der Betrieb der Linie wurde mittlerweile eingestellt. Heute ist Mersuay Mitglied des 16 Ortschaften umfassenden Gemeindeverbandes Communauté de communes de la Saône Jolie.

## Sehenswürdigkeiten

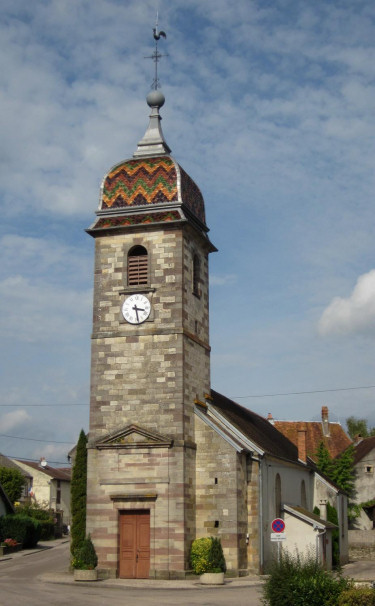
Kirche St. Nikolaus

Die Dorfkirche St. Nikolaus wurde im 18. Jahrhundert erbaut und im 19. Jahrhundert verändert. Zur bemerkenswerten Kirchenausstattung gehören ein oktogonales Taufbecken (16. Jahrhundert), Mobiliar aus dem 18. Jahrhundert, eine reich skulptierte Kanzel und zahlreiche Statuen aus dem 17./18. Jahrhundert. 
Der Ortskern ist geprägt durch verschiedene Häuser aus dem 16. und 17. Jahrhundert, die den traditionellen Stil der Haute-Saône zeigen. Aus dem 18. Jahrhundert stammt ein Herrschaftssitz. Die Mairie (Rathaus) mit Schule ist in einem Gebäude von 1846 untergebracht. Die Brücke über die Lanterne wurde im 19. Jahrhundert errichtet.

## Bevölkerung
| Einwohner                  | 269 | 233 | 279 | 235 | 242 | 230 | 254 |
| Quellen: Cassini und INSEE |     |     |     |     |     |     |     |

Mit 279 Einwohnern (1. Januar 2022) gehört Mersuay zu den kleinen Gemeinden des Département Haute-Saône. Nachdem die Einwohnerzahl in der ersten Hälfte des 20. Jahrhunderts deutlich abgenommen hatte (1886 wurden noch 506 Personen gezählt), wurden seit Beginn der 1990er Jahre nur noch relativ geringe Schwankungen verzeichnet.

## Wirtschaft und Infrastruktur
Mersuay war bis weit ins 20. Jahrhundert hinein ein vorwiegend durch die Landwirtschaft (Ackerbau, Obstbau und Viehzucht) und die Forstwirtschaft geprägtes Dorf. Heute gibt es einige Betriebe des lokalen Kleingewerbes, unter anderem ein Unternehmen der Betonherstellung. In den letzten Jahrzehnten hat sich das Dorf zu einer Wohngemeinde gewandelt. Viele Erwerbstätige sind deshalb Wegpendler, die in den größeren Ortschaften der Umgebung ihrer Arbeit nachgehen. Die Wasserflächen westlich des Dorfes werden als Naherholungsgebiet und für Wassersport (Freizeitzentrum) genutzt.
Die Ortschaft liegt abseits der größeren Durchgangsachsen an einer Départementsstraße, die von Faverney nach Conflans-sur-Lanterne führt. Weitere Straßenverbindungen bestehen mit Breurey-lès-Faverney, Équevilley und Cubry-lès-Faverney.